# .30-30 Winchester
.30-30 Winchester (варианты названия — .30-30 Винчестер, .30-30, .30 WCF, 7,62×51 мм R) — винтовочный патрон американского происхождения; один из самых старых патронов, выпускаемых в настоящее время.

## История
Патрон .30-30 был разработан и пущен в серийное производство известной американской оружейной фирмой «Винчестер» в 1895 году для применения в сконструированной за год до того винтовке с рычажным взводом Winchester Model 1894. Патрон стал первым созданным в США боеприпасом для гражданского оружия «малого» калибра на бездымном порохе (до этого в невоенном оружии применялись исключительно патроны на дымном порохе, имевшие обычно калибр 10-12 мм, такие, как .38-40 Winchester, .44-40 Winchester, или патроны кольцевого воспламенения). Новый боеприпас немедленно завоевал широчайшую популярность, поскольку превосходил патроны старых поколений по всем показателям.
Первоначально патрон назывался .30 WCF (англ. Winchester Center Fire — патрон Винчестера центрального боя). При этом .30 — обозначение калибра в сотых долях дюйма (0,30, то есть 7,62 мм, диаметр пули чуть больше — 7,85 мм). Название .30-30 появилось из-за принципиальной позиции фирмы Marlin Firearms, конкурировавшей с «Винчестером» — её руководство не желало употреблять имя фирмы-конкурента в названии патрона, под который она начала выпускать крупные партии оружия. Фирма «Марлин» поместила в название патрона вторую «тридцатку», означавшую вес порохового заряда в гранах (1,94 грамма).
Форма гильзы у патрона осталась старой — с фланцем, что было удобно для оружия с рычажным взводом. Это впоследствии ограничило его применение в оружии с обычным коробчатым магазином. Первые варианты .30-30 снаряжались оболочечными и полуоболочечными тупоконечными пулями с закругленной вершинкой, так как они предназначались для винтовок с подствольным трубчатым магазином, где существует опасность инерционного накола капсюля с последующим взрывом патрона, находящегося впереди.

## Отличительные черты и применение
Патрон .30-30, хоть и рассчитан изначально на пули несколько большего диаметра (0,309 дюйма), может снаряжаться большинством существующих пуль калибра 7,62 мм (0,308 дюйма), правда применение тяжёлых и длинных пуль затруднено из-за ограничений по длине патрона и малого объёма гильзы. У оружия в этом калибре довольно мягкая отдача, которая существенно слабее, чем, например, у .30-06, что является важной причиной его популярности, хотя по мощности он заметно уступает большинству современных винтовочных патронов. Кучность при стрельбе этим патроном удовлетворительная для патронов такого класса.

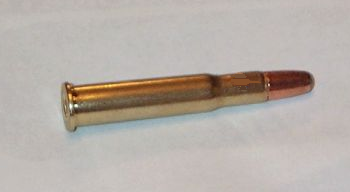

Несмотря на сильную конкуренцию со стороны других патронов, .30-30 до сих пор является одним из наиболее широко распространённых охотничьих боеприпасов в США (это один из старейших патронов с фланцем, производимых в наши дни). Он широко применяется на охоте на оленей и считается многими стрелками наиболее подходящим боеприпасом для такой охоты. Добывают им и медведя-барибала. Для более крупной дичи его мощность (1,5…2,2 кДж) уже недостаточна. Кроме того, эффективная дальность при стрельбе .30-30 не превышает 150 м, поэтому его вряд ли можно рекомендовать для охоты на открытых пространствах или в горах.
.30-30 — один из наиболее популярных боеприпасов в США для спортивной стрельбы; под него также выпускается много образцов оружия по старым чертежам («реплики»). Этот патрон также очень распространён среди американских любителей ручного снаряжения патронов, вариантов его ручного снаряжения существует буквально бессчётное количество. Гильза от .30-30 Winchester часто использовалась для разработки других патронов, в основном ограниченных партий полукустарного производства.
В то же время за пределами США .30-30 Winchester известен мало и в продаже практически не встречается. Оружие под него производят практически только американские фирмы, причём в большинстве своём это винтовки с рычажным взводом. Европейские фирмы выпускают под него обычно комбинированное оружие, причём в основном — по заказу.

## Патрон .30-30 в произведениях классиков
В одном из эпизодов романа Джека Лондона «Смок Беллью» происходит перестрелка с применением оружия под патрон .30-30, в которую вовлечён главный герой.
— Тут и слепой поймёт, в чём дело, — сказал он. Эта пуля с мягким носом и стальной рубашкой, и твоя с мягким носом и стальной рубашкой. Здесь тридцать — тридцать; и твоя тридцать — тридцать. Эта — завода Д. и Т., и твоя — завода Д. и Т. Пойдем на берег и посмотрим, как это ты все устроил.